# Madruzzo
Madruzzo è un cognome della nobiltà trentino-tirolese tratto dal Castel Madruzzo di Madruzzo, in Valle dei Laghi, adottato da due famiglie distinte che ne avevano la signoria. Una riconobbe per capostipite un Gumpone, firmatario di due documenti uno datato 1159 e l'altro 1160, che tenne il possesso di Madruzzo fino al XIV secolo, quando il suo ramo si estinse. La seconda famiglia si estinse nel 1658, fu una diramazione dei signori di Denno e Nanno, ebbe per capostipite un Cristoforo, oltre ai territori di Madruzzo ebbero giurisdizione con titolo baronale dei vicariati della Val Lagarina e della contea di Challant.

## Storia
Per la loro collocazione geografica la famiglia risultava da un lato collegata al potere imperiale degli Asburgo (che favorirono matrimoni con i Fugger di Augusta e gli Altemps) ma dall'altro, grazie soprattutto alla carriera ecclesiastica di molti suoi membri, erano legati alla Chiesa ed alla nobiltà italiana (matrimoni con i Gonzaga e con i Medici). Dal punto di vista politico i Madruzzo crebbero notevolmente d'importanza a partire dal XVI secolo, quando ben quattro dei membri della famiglia, tra il 1539 ed il 1658, riuscirono ad ottenere il Principato vescovile di Trento in successione ininterrotta, quasi in sequenza dinastica. 

## Esponenti illustri
Principi vescovi di Trento:

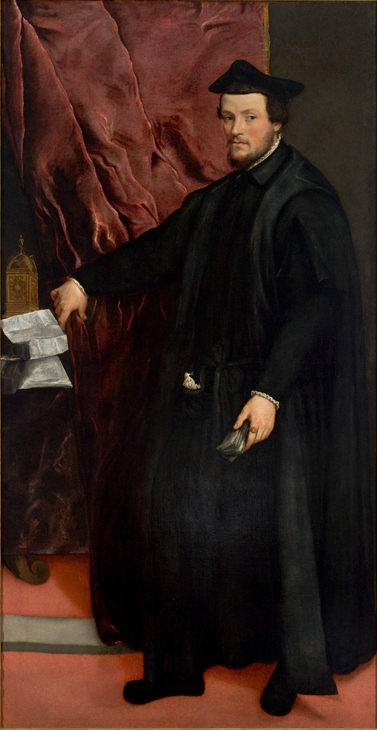
Cristoforo Madruzzo ritratto da Tiziano (1552)

- Cristoforo Madruzzo 1539 - 1567; vescovo e principe di Trento nel 1539, cardinale nel 1545.
- Ludovico Madruzzo 1567 - 1600; cardinale nel 1561
- Carlo Gaudenzio Madruzzo 1600 - 1629; cardinale nel 1604.
- Carlo Emanuele Madruzzo 1629 - 1658.

Con la morte nel 1658 del vescovo Carlo Emanuele la famiglia si estinse.

### Altri
- Giovanni Federico Madruzzo (?-1586), sposò Isabella di Challant e divenne il VI conte di Challant
- Giannangelo Gaudenzio Madruzzo (1562-1618), capitano di Riva, Tenno e Stenico
- Filiberta Madruzzo (1626-1649)

## Albero genealogico
|                    |                    |                                                                       |                                                                       |                                                    |                                                    |                                                 |                           |
|                    |                    |                                                                       | Madruzzo                                                              |                                                    |                                                    |                                                 |                           |
|                    |                    |                                                                       |                                                                       |                                                    |                                                    |                                                 |                           |
|                    |                    |                                                                       |                                                                       |                                                    |                                                    |                                                 |                           |
|                    |                    |                                                                       | Olurandino d'Enno 1150-1191                                           |                                                    |                                                    |                                                 |                           |
|                    |                    |                                                                       |                                                                       |                                                    |                                                    |                                                 |                           |
|                    |                    |                                                                       |                                                                       |                                                    |                                                    |                                                 |                           |
|                    |                    |                                                                       | Romperto -1274                                                        |                                                    |                                                    |                                                 |                           |
|                    |                    |                                                                       |                                                                       |                                                    |                                                    |                                                 |                           |
|                    |                    |                                                                       |                                                                       |                                                    |                                                    |                                                 |                           |
|                    |                    |                                                                       | Niccolò I -1307                                                       |                                                    |                                                    |                                                 |                           |
|                    |                    |                                                                       |                                                                       |                                                    |                                                    |                                                 |                           |
|                    |                    |                                                                       |                                                                       |                                                    |                                                    |                                                 |                           |
|                    |                    |                                                                       | Riprando -1335                                                        |                                                    |                                                    |                                                 |                           |
|                    |                    |                                                                       |                                                                       |                                                    |                                                    |                                                 |                           |
|                    |                    |                                                                       |                                                                       |                                                    |                                                    |                                                 |                           |
|                    |                    |                                                                       | Guglielmo II -1401 ⚭ Nicolina de Rallo                                |                                                    |                                                    |                                                 |                           |
|                    |                    |                                                                       |                                                                       |                                                    |                                                    |                                                 |                           |
|                    |                    |                                                                       |                                                                       |                                                    |                                                    |                                                 |                           |
|                    |                    |                                                                       | Giovanni -1468 ⚭ Ballina di Ars                                       |                                                    |                                                    |                                                 |                           |
|                    |                    |                                                                       |                                                                       |                                                    |                                                    |                                                 |                           |
|                    |                    |                                                                       |                                                                       |                                                    |                                                    |                                                 |                           |
|                    |                    |                                                                       | Federico II 1465-1510 ⚭ Ursula von Thun                               |                                                    |                                                    |                                                 |                           |
|                    |                    |                                                                       |                                                                       |                                                    |                                                    |                                                 |                           |
|                    |                    |                                                                       |                                                                       |                                                    |                                                    |                                                 |                           |
|                    |                    |                                                                       | Giovanni Gaudenzio 1486-1550 ⚭ Eufemia von Spornberg                  |                                                    |                                                    |                                                 |                           |
|                    |                    |                                                                       |                                                                       |                                                    |                                                    |                                                 |                           |
|                    |                    |                                                                       |                                                                       |                                                    |                                                    |                                                 |                           |
|                    |                    | Nicolò 1508-1572 ⚭ Elena di Lanberg                                   | Nicolò 1508-1572 ⚭ Elena di Lanberg                                   | Cristoforo 1512-1578                               | Cristoforo 1512-1578                               |                                                 |                           |
|                    |                    |                                                                       |                                                                       |                                                    |                                                    |                                                 |                           |
|                    |                    |                                                                       |                                                                       |                                                    |                                                    |                                                 |                           |
| Ludovico 1532-1600 | Ludovico 1532-1600 | Fortunato 1534-1606 ⚭ Margherita d'Altemps Hohenems                   | Fortunato 1534-1606 ⚭ Margherita d'Altemps Hohenems                   |                                                    | Giovanni Federico ?-1586 ⚭ Isabella di Challant    | Giovanni Federico ?-1586 ⚭ Isabella di Challant |                           |
|                    |                    |                                                                       |                                                                       |                                                    |                                                    |                                                 |                           |
|                    |                    |                                                                       |                                                                       |                                                    |                                                    |                                                 |                           |
|                    |                    | Giannangelo Gaudenzio 1562-1618 ⚭ Caterina Orsini ⚭ Alfonsina Gonzaga | Giannangelo Gaudenzio 1562-1618 ⚭ Caterina Orsini ⚭ Alfonsina Gonzaga | Emmanuele Renato ⚭ Filiberta Seyssel de la Chambre | Emmanuele Renato ⚭ Filiberta Seyssel de la Chambre | Carlo Gaudenzio 1562-1629                       | Carlo Gaudenzio 1562-1629 |
|                    |                    |                                                                       |                                                                       |                                                    |                                                    |                                                 |                           |
|                    |                    |                                                                       |                                                                       |                                                    |                                                    |                                                 |                           |
|                    |                    |                                                                       | Carlo Emanuele 1599-1658                                              | Carlo Emanuele 1599-1658                           | Vittorio Gaudenzio ⚭ Ersilia d'Adda                | Vittorio Gaudenzio ⚭ Ersilia d'Adda             |                           |
|                    |                    |                                                                       |                                                                       |                                                    |                                                    |                                                 |                           |
|                    |                    |                                                                       |                                                                       |                                                    |                                                    |                                                 |                           |
|                    |                    |                                                                       |                                                                       |                                                    | Filiberta 1626-1649                                |                                                 |                           |

## Arma

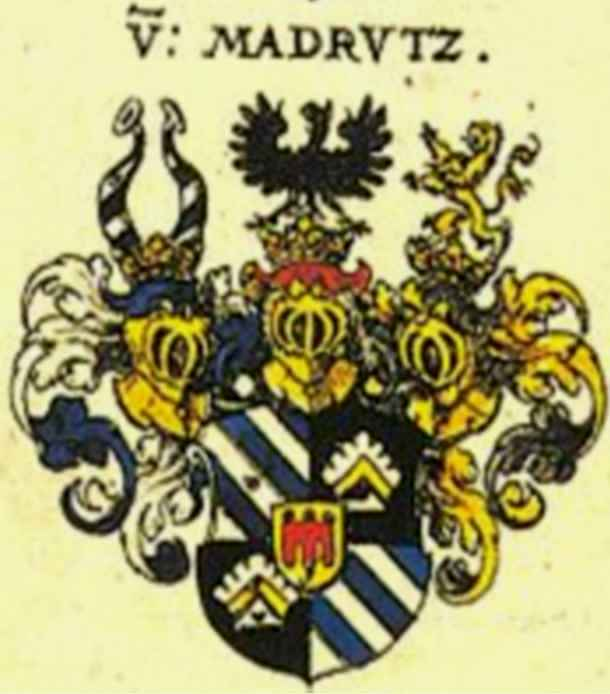
Stemma della famiglia Madruzzo

Stemma antico della famiglia Madruzzo

Lo stemma antico della famiglia era "d'oro, al gonfalone di rosso, a tre bandoni, quello centrale più lungo. Il campo verrà cambiato in argento e poi stilizzato in un troncato: al primo di rosso, al secondo pure di rosso a due pali ritirati in punta d’argento". Questo emblema verrà poi posto in cuore sul tutto nello stemma dinastico inquartato con quello dei Nanno (bandato d'argento e d’azzurro) e con quello degli Sparrenberg (di nero, al monte scorciato di cinque cime, d'argento, caricato di uno scaglione di rosso: si trattava di un'arma parlante poiché in tedesco Sparren significa "scaglione" e Berg "monte").